# Hiéroglyphe égyptien Q6
Le hiéroglyphe égyptienQ6 (sarcophage) est classifié dans la section Q « Mobilier domestique et funéraire » de la liste de Gardiner ; il y est noté Q6.

## Représentation
Il représente un sarcophage. Il est translittéré ḳrsw ou ḳrs.

## Utilisation
| Q6 | / | q · r | s | w | Q6 |

| Q6 | / | q · r | s | w | Q6 |

| Q6 | / | q · r | s | T19 | Q6 |

| Q6 | / | q · r | s | T19 | Q6 |